# Kosmas
Kosmas (Κοσμάς), auch Cosmas, ist ein männlicher Vorname griechischen Ursprungs.

## Herkunft und Bedeutung
Der Name Kosmas leitet sich vom griechischen Wort κόσμος, kósmos („Schmuck“, „Ordnung“, „Welt“) ab und kann mit „ordentlich“, „sittlich“ oder „ruhig“ übersetzt werden.

## Varianten
- italienisch: Cosimo (weibliche Form Cosima), auch Cosma
- französisch: Côme
- serbisch, kroatisch: Kuzma, Kuzman (Кузма, Кузман)
- ungarisch, slowenisch: Kozma
- polnisch: Kosma
- russisch: Kusma (Кузьма, Козьма, Косма; jeweils Endbetonung)
- rumänisch: Cosmin (weibliche Form Cosmina)

## Bekannte Namensträger
(chronologisch)
- Sankt Kosmas († 303), mit seinem Bruder Damian Schutzheiliger der Ärzte und Apotheker und christlicher Märtyrer
- Kosmas Indikopleustes (6. Jahrhundert), griechischer Schriftsteller und Reisender aus Alexandrien
- Cosmas von Maiuma (Cosmas von Jerusalem, Cosmas Hagiopolites; * nach 675, † 751), Mönch, Bischof und Hymnendichter
- Kosmas (Gegenkaiser) († 727), byzantinischer Gegenkaiser
- Cosmas († 1098), Bischof von Prag
- Cosmas von Prag (1045–1125), böhmischer Chronist
- Kosmas I., 1075–1081 Patriarch von Konstantinopel
- Cosmas von Graben († 1479), in habsburgischen Diensten stehender Edelmann
- Cosmas Alder (* um 1497; † 1550), Schweizer Komponist und Magistrat
- Cosmas Damian Asam (1686–1739), deutscher Baumeister und Maler des Spätbarock
- Kosmas von Ätolien  (1714–1779), griechisch-orthodoxer Mönch vom Berg Athos
- Cosmas Michael Angkur (1937–2024), indonesischer Geistlicher, Bischof von Bogor
- Cosmas Silei (* 1948), kenianischer Mittelstrecken- und Hürdenläufer
- Cosmas Shi Enxiang (1921–2015), römisch-katholischer Bischof und Apostolischer Präfekt von Yixian in der chinesischen Provinz Hebei
- Kosmas Lars Thielmann (* 1966), deutscher Hochschullehrer und Theologe

Nachname
- Suzanne Kosmas (* 1944), US-amerikanische Politikerin

## Weitere Bedeutungen
- Kosmas oder Vom Berge des Nordens ist eine Erzählung des deutschen Schriftstellers Arno Schmidt.
- Cosmas II ist das für die Quantitative Linguistik entwickelte Corpus Search, Management and Analysis System des Instituts für Deutsche Sprache.
- Kosmas (Arkadien), Dorf in Griechenland.